# Чума із Заходу
«Чума із Заходу» (Pest from the West) — американська короткометражна кінокомедія Дела Лорда 1939 року з Бастером Кітоном в головній ролі.

## Сюжет
Мільйонер з Америки, подорожуючи на своїй яхті, причалює до берегів Мексики. Там він закохується в місцеву дівчину.

## У ролях
- Бастер Кітон — мільйонер з Америки
- Лорна Грей — дівчина
- Джино Коррадо — Мартіно
- Річард Фіске — тореадор Фердинанд
- Бад Джеймісон — сусід
- Едді Лотон — матрос
- Нед Глесс — матрос
- Форбс Мюррей — дворецький
- Джеймс Крейг — Педро